# Титов, Михаил Иванович (Герой Социалистического Труда)
Михаил Иванович Титов (род. 1933) — советский кораблестроитель, Герой Социалистического Труда, почётный гражданин города Северодвинска.

## Биография
Михаил Иванович Титов родился 11 марта 1933 года в деревне Демьяновская Няндомского района Архангельской области Российской Федерации.
В 1949 году поступил на работу в транспортный цех № 22 на заводе № 402 города Молотовска (ныне — «Северное машиностроительное предприятие») по специальностям масленщик и моторист.
С 1952 по 1955 год проходил военную службу в Вооружённых Силах Союза Советских Социалистических Республик.
Вернувшись из армии вновь устроился на «Севмаш» в цех № 50 слесарем-монтажником. Постоянно повышая квалификацию, достиг высшего 6-го разряда по специальности и возглавил бригаду судостроителей, с которой принимал участие в постройке первой советской АПЛ «Ленинский комсомол». В этом цехе он проработал до самого выхода на пенсию (1988 год) и все это время участвовал практически во всех проектах предприятия по строительству атомных подводных лодок.
В 1876 году ему было присвоено звание Почётный ветеран Севмашпредприятия.
Его труд неоднократно отмечался почётными грамотами и правительственными наградами, а 16 января 1974 года Указом Президиума Верховного Совета СССР (с грифом «не подлежит опубликованию») «за выдающиеся успехи в выполнении и перевыполнении планов 1973 года и принятых социалистических обязательств» М. И. Титову было присвоено звание Героя Социалистического Труда. Режим секретности в то время был довольно строгим, сам Титов рассказывает: «А вот за разглашение военной тайны было такое. В 42 цехе одного товарища посадили. Он где-то в отпуск поехал и на юге рассказал — мы строим атомные подводные лодки».
Михаил Иванович Титов был членом парткома предприятия, Северодвинского горкома и Архангельского обкома КПСС, а также председателем Совета бригадиров предприятия.
В 1988 году он был удостоен звания Почётный гражданин Северодвинска.

## Награды
- Орден Ленина (6.04.1970),
- Орден Ленина (16.01.1974)
- Орденом Дружбы народов (31.07.1985)
- Медали.